# جنوب بنت عجلان
جنوب بنت عجلان هي شاعرة جاهلية أخت عمرو بن العجلان بن عامر بن برد بن منبه، من بني كاهل بن لحيان بن هذيل. ولها أخت شاعرة اسمها ريطة. رثاها أخوها عمرو.